# Hípica en Chile

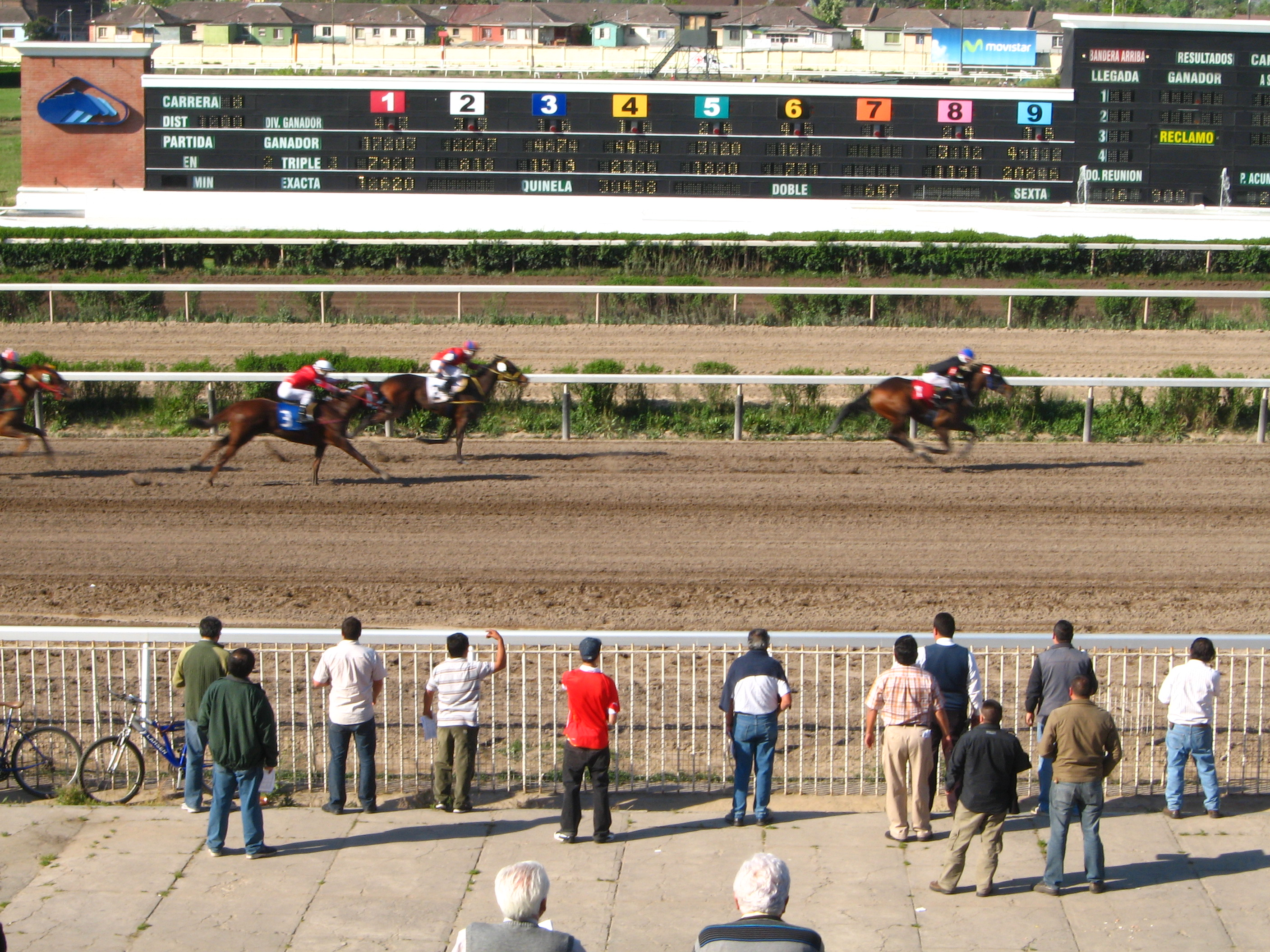
Carrera en el Hipódromo Chile.

La hípica en Chile se ha desarrollado desde fines del siglo XIX. Se caracteriza por poseer importantes hipódromos, como el Club Hípico de Santiago, el Hipódromo Chile, el Valparaíso Sporting y el Club Hípico de Concepción. El desarrollo de la actividad en ese país es regulado por el Consejo Superior de la Hípica Nacional, entidad dependiente del Ministerio de Hacienda creado por Decreto n.º 1588 de 1943. Chile es uno de los países con mayor tradición hípica en Hispanoamérica.

## Historia
Como antecedente, han sido practicadas las carreras a la chilena, de características similares, desde la época colonial del Imperio español (1598-1810). El espectáculo de la hípica en Chile se remonta a la década de 1860, cuando un grupo de entusiastas jóvenes de la alta burguesía de Santiago, admiradores de las «carreras a la inglesa», organizaron la Sociedad Hípica con el objetivo de difundir este deporte, realizándose las primeras carreras en el barrio de Chuchunco. La breve existencia de esta asociación sirvió de estímulo para la creación del Club Hípico de Santiago en 1869, cuyo primer programa de carreras se llevó a cabo un año después. Las carreras de dicho hipódromo tuvieron un éxito inmediato, atrajeron a un gran público y se constituyeron al mismo tiempo en un espacio social de la elite nacional.

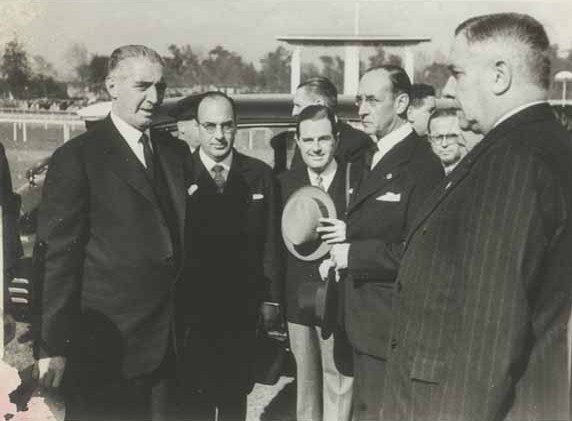
El presidente Juan Antonio Ríos visitando el Club Hípico de Santiago en 1942.

En las décadas siguientes las actividades del Club fueron creciendo, tanto desde el punto de vista de la competencia como de su infraestructura. Por una parte, se dictó un reglamento para seleccionar a los caballos fina sangre que debían participar en las carreras, estableciéndose que éstos debían estar inscritos en un registro denominado Stud Book (1895); y se implementó un sistema de apuestas mutuas (1897). El Club Hípico fue reconstruido, luego de ser destruido por un incendio en 1918, según los planos del arquitecto Josué Smith Solar que lo constituyó en un hito arquitectónico de la ciudad.
Paralelamente, surgían nuevos centros para la actividad hípica en Chile. En 1882, se fundó en Viña del Mar el Valparaíso Sporting Club, que realizó sus primeras carreras en un potrero de la familia Vergara; en 1910 se construyó el actual edificio que muy pronto se convirtió en un paseo obligado de la elite porteña. Asimismo, en 1904, un grupo de criadores, propietarios y preparadores formaron un nuevo centro hípico en Santiago, en el tradicional barrio Independencia, el que adquirió fama por su pista de arena: era el Hipódromo Chile. En las principales ciudades de provincia también aparecieron nuevos centros hípicos, destacando los de Arica, Antofagasta, La Serena (Peñuelas), Punta Arenas y Concepción.
Con el paso de los años, algunas carreras lograron mayor relevancia y tradición y conformaron la «Triple Corona del turf chileno»: el Ensayo, que se corre en el Club Hípico; el St. Leger, en el Hipódromo Chile; y el Derby, en el Valparaíso Sporting. Circuito que ha sido ganado por 13 caballos a lo largo de la historia. 
En las últimas dos décadas del siglo XX, los hipódromos nacionales experimentaron una importante modernización de sus actividades orientadas a expandir el juego a todo el territorio nacional. Clave en este proceso fue la instauración por parte del Club Hípico y el Hipódromo Chile, de Teletrak, una amplia red de sucursales conectadas en línea que permiten ver y apostar en directo en los cuatro principales hipódromos. Posteriormente se creó el sistema Fonotrak, que permite realizar apuestas mediante tarjetas de prepago vía telefónica, y en la década de 2010 se creó el sistema de apuestas mediante internet. Al comenzar el siglo XXI, la hípica se ha constituido en un deporte de masas que convoca a miles de personas a los hipódromos y centros de apuestas.

## Hipódromos

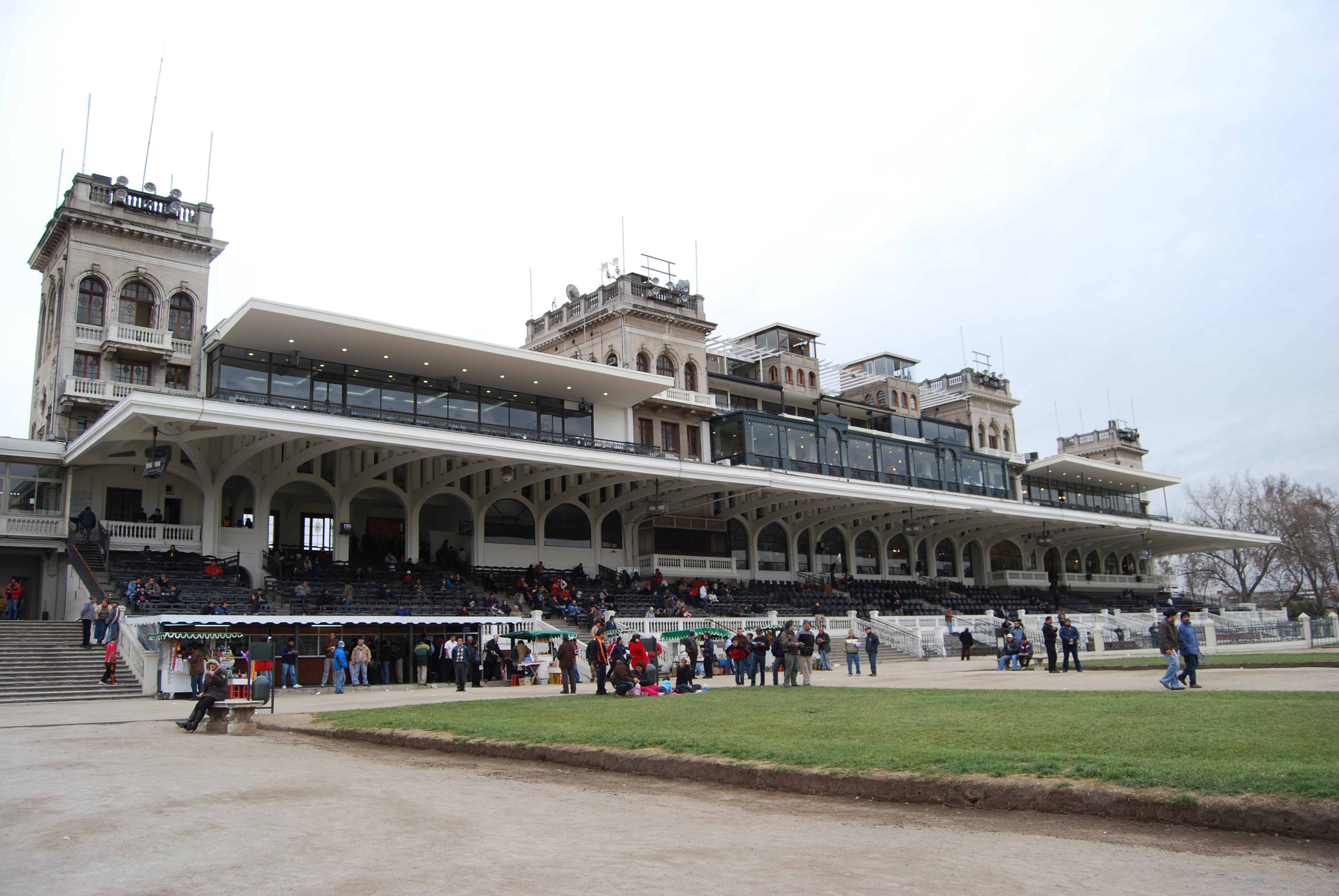
Club Hípico de Santiago.

Los hipódromos que están actualmente en funcionamiento en Chile son:
- Club Hípico de Santiago  (Santiago, Santiago de Chile)
- Hipódromo Chile (Independencia, Santiago de Chile)
- Valparaíso Sporting (Viña del Mar, Gran Valparaíso)
- Club Hípico de Concepción (Hualpén, Gran Concepción)

## Proceso selectivo
Cada proceso selectivo se divide en dos partes. 
- 2 años: Se extiende desde diciembre de cada año hasta el 30 de junio del año siguiente.
- 3 años: Comienza el 1 de julio, cuando todos los caballos cumplen un año más de vida según su año de nacimiento, y se extiende hasta el mes de febrero del año siguiente.

| Hipódromo                 | Inicio (2 años)                                                                   | Término (3 años)                                |
| ------------------------- | --------------------------------------------------------------------------------- | ----------------------------------------------- |
| Hipódromo Chile           | Clásico Iniciación (1000 metros)                                                  | Clásico St. Leger (2200 metros)                 |
| Club Hípico de Santiago   | Clásico El Debut Potrillos (1000 metros) Clásico El Debut Potrancas (1000 metros) | Clásico El Ensayo (2400 metros)                 |
| Valparaíso Sporting       | Clásico Federico C. Prain (1000 metros)                                           | Clásico El Derby (2400 metros)                  |
| Club Hípico de Concepción | Premio Primer Paso (1000 metros)                                                  | Clásico Club Hípico de Concepción (2000 metros) |

## Coronas locales
Cada hipódromo tiene uno o más circuitos conformados por tres o más carreras llamados "Coronas".

### Hipódromo Chile
Tiene una triple y una cuádruple corona, la primera destinada a hembras de tres años llamada «Triple Corona potrancas» y otra la más importante, es la «Cuádruple Corona del Chile», destinada para machos y hembras de tres años.
| Triple Corona Potrancas                                                                                              | Triple Corona Potrancas                                                                                | Triple Corona Potrancas                                        |                                                          |
| Primera etapa | Segunda etapa                                                                                          | Tercera etapa                                                  |                                                          |
| --- | --- | -------------------------------------------------------------- | -------------------------------------------------------- |
| Tanteo de Potrancas (1500 metros) 2 años Grupo I.                                                                    | Mil Guineas (1600 metros) 3 años Grupo I.                                                              | Clásico Alberto Solari Magnasco (2000 metros) 3 años Grupo I.  |                                                          |
| Cuádruple Corona del Chile                                                                                           | |                                                                |                                                          |
| Primera etapa | Segunda etapa                                                                                          | Tercera etapa                                                  | Cuarta etapa                                             |
| Tanteo de Potrancas (1500 metros) Hembras 2 años. Grupo I. Tanteo de Potrillos (1500 metros) Machos 2 años. Grupo I. | Mil Guineas (1600 metros) Hembras 3 años Grupo I. Dos Mil Guineas (1600 metros) Machos 3 años Grupo I. | Gran Criterium (1900 metros) machos y hembras 3 años. Grupo I. | St Leger (2200 metros) machos y hembras 3 años. Grupo I. |

### Club Hípico de Santiago
La cuádruple corona del club hípico comienza con los ejemplares al finalizar el proceso dos años y termina con la primera etapa de la triple corona nacional El Ensayo.
| Primera etapa | Segunda etapa | Tercera etapa                                                         | Cuarta etapa                                              |
| --- | --- | --------------------------------------------------------------------- | --------------------------------------------------------- |
| Arturo Lyon Peña (1600 metros) Hembras 2 años. Grupo I. Alberto Vial Infante (1600 metros) Machos 2 años. Grupo I. | Polla de Potrancas (1700 metros) Hembras 3 años Grupo I. Polla de Potrillos (1700 metros) Machos 3 años Grupo I. | Nacional Ricardo Lyon (2000 metros) machos y hembras 3 años. Grupo I. | El Ensayo (2400 metros) machos y hembras 3 años. Grupo I. |

### Valparaíso Sporting
Tiene dos triples coronas mixtas, una destinada a productos de dos años llamada «Triple dos años» y otra, destinada a productos de tres años llamada «Triple Corona Local».
| Triple Corona dos años                                                               | Triple Corona dos años                                                              | Triple Corona dos años                                                                    |
| Primera etapa                                                                        | Segunda etapa                                                                       | Tercera etapa                                                                             |
| ------------------------------------------------------------------------------------ | ----------------------------------------------------------------------------------- | ----------------------------------------------------------------------------------------- |
| Clásico El Estreno, Nicanor Señoret (1300 metros) Machos y Hembras 2 años, Grupo II. | Gran Premio Gonzalo Bofill de Caso (1400 metros) Machos y Hembras 2 años, Grupo II. | Copa de Plata Italo Traverso Pasqualetti (1600 metros) Machos y Hembras 2 años, Grupo II. |
| Triple Corona Local                                                                  |                                                                                     |                                                                                           |
| Primera etapa                                                                        | Segunda etapa                                                                       | Tercera etapa                                                                             |
| Clásico Bartolomé Puiggros (1300 metros) Machos y Hembras 3 años.                    | Clásico Nicolás Canessa (1400 metros) Machos y Hembras 3 años.                      | Clásico Gustavo Rivera (1500 metros) Machos y Hembras 3 años, listada.                    |

### Club Hípico de Concepción
Tuvo dos triples coronas mixtas, una de ellas llamada «Triple Corona Promesas del Sur», que se disputó hasta 2021, para dar paso el año 2022 a la «Cuádruple Corona del Bio Bio», destinada a productos de 3 años. 
| Cuádruple Corona del Bío Bío                                            | Cuádruple Corona del Bío Bío                                           | Cuádruple Corona del Bío Bío                                            | Cuádruple Corona del Bío Bío                                             |
| Primera etapa                                                           | Segunda etapa                                                          | Tercera etapa                                                           | Cuarta etapa                                                             |
| ----------------------------------------------------------------------- | ---------------------------------------------------------------------- | ----------------------------------------------------------------------- | ------------------------------------------------------------------------ |
| Clásico Valparaíso Sporting Club (1300 metros) Machos y Hembras 3 años. | Clásico Club Hípico de Santiago (1400 metros) Machos y Hembras 3 años. | Clásico Sociedad Hipódromo Chile (1600 metros) Machos y Hembras 3 años. | Clásico Club Hípico de Concepción (2000 metros) Machos y Hembras 3 años. |

## Jockeys y caballos
Entre los principales exponentes de la hípica chilena están los jinetes Sergio Vásquez Quinio, apodado «El Rey», el cual en su tiempo se transformó como el jinete con la mayor cantidad de carreras en la historia del turf nacional. Actualmente el récord de carreras ganadas en Chile lo ostenta Gustavo «Ciclón» Barrera con 4.485 triunfos en toda su trayectoria; Carlos Rivera Avendaño, apodado «El Monstruo»; José Santos León, quien participó por más de 20 años en la hípica de Estados Unidos y ganó más de 4000 carreras;[cita requerida] Carlos Pezoa, ganador en 2 oportunidades del Gran Premio Internacional Carlos Pellegrini, la máxima prueba de la hípica sudamericana;[cita requerida] Ruperto Donoso, ganador del Belmont Stakes en 1947;[cita requerida], Luis Torres, ganador por varios años consecutivos de la estadística de jinetes, y Gonzalo Ulloa, ganador del único Clásico Latinoamericano fuera de Chile y dos veces ganador de la Triple Corona del Chile, solo por nombrar algunos.
Entre los caballos más destacados están «Wolf», penúltimo triple coronado nacional del proceso generacional de 1990, y «Cougar II», el caballo que en 2006 fue elevado al Salón de la Fama de la Hípica estadounidense.

## El relato
Un oficio muy importante dentro de la hípica es el relato de cada carrera, oficio que actualmente en Chile es realizado por 6 profesionales, destacando en especial a Fernando Poblete († 2020), emblemático relator del Hipódromo Chile quien estuvo por casi 70 años en la actividad, y a Mauricio Olivares, relator de los tres hipódromos centrales por más de 40 años y el único quien ha podido relatar las tres etapas de la Triple Corona Nacional.Destaca también Julián Bernal, relator de la carrera El Ensayo entre 1994 a 2022, y nuevamente en 2024.
Relatores actuales:
- Mauricio Olivares G. (Club Hípico de Santiago, Hipódromo Chile y Valparaíso Sporting)
- Julián Bernal C. (Club Hípico de Santiago)
- Ricardo Muñoz O. (Hipódromo Chile)
- Fabián Martínez S. (Club Hípico de Santiago, Hipódromo Chile y Valparaíso Sporting)
- Claudio Olivares G. (Valparaíso Sporting)
- Enrique "Kike" Venegas U. (Club Hípico de Concepción)